# Адріан Ачіобеніцей
Роберт Адріан Ачіобеніцей (рум. Robert Adrian Aciobăniței; нар. 24 серпня 1997, Фелтічень) — румунський волейболіст, який грає на позиції догравальника у клубі польської Плюс Ліги «Скра» та збірній Румунії.

## Життєпис
Народився 24 серпня 1997 року в м. Фелтічень.
Грав у румунському клубі «Томіс» (Констанца, 2012—2015), німецьких клубах «Фрідріхсгафен» (2015—2016, 2018—2019) та «Юнайтед Воллейс Райн Майн» (2016—2018), французьких «Каннах» (AS Cannes, 2019—2021) та «Шомоні 52» (2021—2023).
Включений до складу збірної 21-го туру польської Плюс Ліги.

## Досягнення
Зі збірною
- переможець Срібної Євроліги: 2019, 2022

Клубні
- чемпіон Румунії 2013, 2014, 2015
- чемпіон Франції 2021
- володар Кубка Румунії 2013, 2014
- володар Кубка Німеччини 2019
- володар Кубка Франції 2022
- володар Суперкубка Німеччини 2019
- володар Суперкубка Франції 2022

Особисті
- найкращий догравальник French Marmara SpikeLeague 2020/21[10]